# K (動畫)
《K》是名為「GoRA」的七名作家團體原著、動畫公司GoHands制作的原創電視動畫。2012年10月4日開始播放。海外Animax Asia與日本零時差同步播出，另外，會配合當地法規剪掉部分裸露鏡頭，但此舉使劇情中某些重要片段消失，造成情節突兀，也讓部份集數沒有片尾，只留下下集預告。台灣Animax於2013年3月15日重播時，將首播時備受抨擊的中文字幕修改。香港Animax在1月26日以日語原音方式一次重播全部13集，在5月10日再以廣東話和日語雙語方式開始第二次重播，字幕亦經過修改。
第13話（最終話）結尾，宣布將製作續篇劇場版《K MISSING KINGS》，日本於2014年7月12日上映，台灣於2014年8月15日，香港則於2014年9月11日。2014年10月18日，官方於「K -In this place again-」的活動上，宣布2015年動畫續編製作決定的消息。2015年2月11日釋出電視動畫第二期「RETURN OF KINGS」的預告片，定於10月2日開始播放。2016年4月30日，官方宣布新作動畫「K Seven Stories」製作決定的消息。

## 概要
2012年初，曾推出「蒼穹之戰神」及「魔法老師」等動畫的King Record製作人中西豪在推特上公開由革新的作家集團所打造的謎之原創動畫企劃「GoRA Project」開始啟動的消息。
隨後陸續放出一些本作的訊息，「GoRA Project」是作家集團的通稱，並非作品的名稱，成員有七人。
在官方小説《K：Side Blue》、《K：Side Red》，漫畫《Stray Dog Story》、《Memory of Red》、《Days of Blue》、《K-Count Down》、《Dream of Green》，BD附錄特典等製作名單中，陸續公開七位作者的身分。
- ORANGE：鈴木鈴
- RED：宮澤龍生
- PINK：來樂零
- GREEN：
- BLUE：古橋秀之
- BLACK：高橋彌七郎
- YELLOW：壁井有可子

這七位作家各自使用一個顏色作為代號，每週輪流在官方的推特上發表內容。

## 故事簡介
本作的舞臺設立在與現實有著微妙歷史差異的現代日本，作品主要描繪七位「王」各自的執著，以及被捲入其中的少年與異能者之間戰鬥。
「赤之王」周防尊率領的吠舞羅與「青之王」宗像禮司率領的Scepter4，因追趕某事件的嫌疑人——少年伊佐那社而互相對立。但社對這事件一點記憶也沒有，什麼都不知道的他逃避著來自兩個集團的追趕。
而出現在此情況的小白面前的是，繼承已逝的「無色之王」之遺志，身著黑服的高挑長髮少年——夜刀神狗朗。
與他的邂逅，小白的命運開始加速——

## 登場人物

### 白銀部族/白銀氏族：白米黨
伊佐那社（Isana Yashiro，聲：浪川大輔）
17歲（第二季18歲），身高169cm。生日6月1日。血型B型。雙子座。
拿著便當在學校到處跑的輕率少年。總是隨身攜帶著一把紅色的和紙傘。
無憂無慮的性格，但其實非常聰明，曾在TV中用一張小紙條成功欺騙夜刀神狗朗，順利逃脫。
暱稱「小白」（しろ），因為社（Yashiro）最後兩個讀音跟白（Shiro）相同。
實際上靈魂與人格為第一王權者白銀之王-阿道夫‧K‧威斯曼，身體是無色之王侵占白銀之王身體時捨棄的肉身。對無色之王自稱為「眾王之首」。
而身體被侵占的白銀之王的靈魂逃入這具身體後被無色之王推落飛艇，掉入葦中學園與貓相遇。因為貓對他使用了超能力，完全丟失掉落飛艇前所有記憶，並因這具肉身被各方追究殺害十束多多良的罪行。
名字是貓在雪染菊理質問時，臨時從海報中的「伊佐那神社」中為社取的名字（填補了社空缺的記憶使他認為自己就是伊佐那社）。
最後將無色之王壓制在體內讓周防尊殺害，與無色之王同歸於盡，只留下紅色的紙傘。
其後於劇場版《K Missing Kings》中，在國外重塑肉體後被黃金之王國常路大覺救起，此後一直與將要死去的黃金之王待在飛船內。黃金之王逝世後，說了「這次我將不再逃避。」
第二季時銜接劇場版的後續，於高空中的飛船墜落，並在之後及時解救遭遇危機的狗朗。與赤之王和青之王在矮腳桌會議協議並通過組合聯盟對抗綠色部族。
名字來自於日本神話「伊邪那岐 / 伊邪那美」。
在研究出破壞德勒斯登石版的方法後決定為自己部族設計族徽，並請狗朗取名為「白米黨」。
第二季第13話，由於石板消失，讓失去力量的白銀之王無法繼續借用身體，因而讓身體物歸原主。靈魂回到原本的身體後回到學校當德語老師，與狗朗還有雨乃（貓）回歸正常生活。
另見阿道夫‧K‧威斯曼。
夜刀神狗朗（Yatogami Kuroh，聲：小野大輔）
18歲（第二季19歲），身高179cm。生日1月5日。血型A型。摩羯座。
前第七王權者·無色之王──三輪一言的王族。
擅長劍術、體術、家政，性格嚴謹耿直的少年。
兩手擁有發動幻肢的能力。
雖然表現冷漠，其實是個善良的人，允許伊佐那社證明自己的清白。
佩刀「理」：為所侍奉先王·前無色之王──三輪一言所留遺物，三輪一言死前為此刀注入王之力，故擁有弒王的能力。三輪一言死前命狗朗觀察新任無色之王，若其有害於世，則以此刀弒之，故狗朗並非王卻擁有弒王的能力。
外人稱他為「黑犬」，有必須慎重警戒此人的意思。
暱稱小黑（黒，kuro），因與狗朗（kurou）音近。
五歲前，和父母兄姐及祖父住在一起，在全家出遊的賞楓之旅中發生車禍,最後活下来的只有狗朗一人。事後得知，是因为坐在身邊的母親抱住他，為他減輕車禍當下的衝擊力，才得以保住一命。之後住院半年。
隨身帶著一個錄音機，記錄著先王所說過的話。擅長做各式料理，將料理視為一種『道』。
戰力斐然，遠勝王的部族成員，但不敵王權者，曾在第一季敗給青之王。
第一季最後一集小白的計畫告一段落時，突然向小白效忠，希望成為其屬下；小白如願接納狗朗，成為白銀之王的第二名部族成員。從此除了原本的無色之王的能力外，還能使用白銀之王的能力。
TV第一季結尾以貓的能力變成一隻黑色的狗，與貓一同離開葦中學園，並相信小白終將歸來。
在狗朗有生命危險時伊佐那社及時趕到搭救並與之再次見面。第二季第13話末與阿道夫（伊佐那社）和雨乃回歸正常生活。
名字來自於日本神話夜刀神。
被Jungle懸賞點數為10000點。
在研究出破壞德勒斯登石版的方法後，請狗朗決定部族名稱，並決定取名為「白米黨」。並對此名字感到滿意且播放三輪一言的名言之一加以強化其概念。
在第二季最終戰打敗師兄御芍神紫，留下自創的俳句「山野中，色彩交錯，三輪之種」後回到小白身邊，並在地下基地崩潰前用剩餘的無色之力將小白和貓救走。
貓（Neko，聲：小松未可子）
15歲（第二季16歲），身高155cm。三圍：B89／W57／H88。生日2月22日。血型B型。雙魚座。
本名為「雨乃雅日」，但本人並無對此的記憶（因迦具都事件而獲得能力，並以能力竄改自己的記憶，讓自己作為貓生活下去）。突然出現在伊佐那社面前的謎樣美少女，以「吾輩」自稱，討厭穿衣服。性格非常淘氣，平時以貓咪的型態出現，非常依戀伊佐那社，竭盡全力保護他的安全。
權外者，能以自己為中心在特定範圍內發揮能力，把其中的人的知覺認知進行一次干涉自由操作，令他們出現幻覺、幻聽，甚至能在一定程度內改變記憶。
患有虹膜異色症（左綠右藍）。親生父母死於「迦具都隕坑」。
在第七話時被宗像禮司以王的力量強行使她從貓的型態變回人的型態，因此可以確認她是人類。
在小白與紅藍兩方達成協議後，被小白主動邀請成為其夥伴；為白銀之王的第一名部族成員。從此除了自己的能力外還能使用白銀之王的能力。
第一季最後以貓的型態帶著和傘和狗朗一同離開葦中，並相信伊佐那社會歸來。
在狗朗遇到危機時，社及時前來拯救並與社再次相遇。
被綠之王比水流稱為「同胞」。第二季十三集中，從綠之王口中得知，其原因是因為貓跟自己都受到迦具都隕坑事件的影響而改變了命運（貓獲得能力；比水流成為綠之王）。劇末轉學到菊理等人的學校成為學生，與狗朗和阿道夫（社/小白）回歸日常生活。
名字來自於日本神話「天鈿女命/宫比神」（伊势神宫内宫的正宫守护神之一，没有社殿但和天照大神一同供奉，規格極高）。
阿道夫‧K‧威斯曼（Adolf・K・Weismann，聲：柿原徹也）
90歲，身高210cm。生日6月1日。
第一王權者·白銀之王。他是所有王的起源，也是天空的監察者。威斯曼頭腦聰明，為人隨和溫柔。
在第二次世界大戰期間以德國科學家的身分遇到當時是日本帝國軍中尉兼陰陽師的國常路大覺。
其能力是“不變”，因此可以保持永遠的容貌及永恆的生命，也因而被稱為“不死之王”。
發現石板後，因為堅信“王權者”的力量可以引導人類走向幸福並終止戰爭而與姐姐克羅蒂雅努力進行石板（“聖遺物”）的研究項目。之後遭遇空襲時，威斯曼因不願研究成果付諸一炬而延誤撤離。此時天花板垮塌，威斯曼因為克羅蒂雅將他推開而倖免於難，克羅蒂雅則被砸中，當場失去意識。重大打擊之下，威斯曼不顧一切活化石板，希望能利用石板的力量拯救克羅蒂雅，雖然石板同時賦予了兩人白銀之力但為時已晚。這也是為什麼中尉發現兩人時他們正坐在石板前。威斯曼因姐姐的喪生而留下巨大的心靈創傷，同時作為“白銀之王”（研究中稱為“首位人類ex-α個體”）而覺醒，之後便躲入飛船「天國號」中，在天空盤旋，獨自生活超過半世紀之久（70年）。在被現任無色之王搶走身體後才到地面上，被貓所救，並失去記憶，以伊佐那社的身分生活。
第二季13話中，因為石板的消失而回到原本的身體，之後以老師的身分來到學園教課，被學生們稱為德國老師。
名字「Adolf」是日耳曼語中「高貴（adal）的狼（wolf/wulf）」的意思。另外，狼的[日語]]念做「（Ookami）」，與「大神」同音，突顯他天空的監察者的身份。姓氏「Weismann」則是「白色（Weiß/Weiss）的男人（Mann）」之意，而「Weiss」同時也能解釋成智慧的、聰明的意思。
另見伊佐那社。

### 赤色部族/赤之氏族：吠舞羅
周防尊（Suoh Mikoto，聲：津田健次郎）
24歲，身高185cm。生日8月13日。血型B型Rh+。
第三王權者·赤色之王/赤之王。
赤色集團·吠舞羅的首領，被吠舞羅的眾人信賴並尊敬著。與草薙出雲和十束多多良是相處八年的故友，三人在高中時期就混在一起，也因如此，成為赤色之王後，首先被賦予「王臣」之力的就是他們二人。
操縱著能夠燃盡一切的火焰，卻也是王之中力量最不穩定的存在。要通過消磨自己的精神力並盡量減少活動以避免引動力量（影響是做惡夢、睡不安穩），所以總顯得慵懶沒有幹勁、經常處於睡眠或半睡半醒的狀態，而自身的達摩克里斯之劍也因為一次次鬥争而變得破損不堪。
容易感到煩躁，不喜歡說話，因此話語都非常簡短而直接，看似漠不關心，但心中十分清楚事情的真相。記憶力很好。但對於管理具體事物和人際關係並不擅長，有著不善言表的溫柔，高中時代屬於易衝動的類型，之後為了穩定威斯曼偏差值而學會了克制性情。
與宗像礼司亦敵亦友，但不喜歡他使用敬語對話的態度，因立场的不同而分道扬镳。在馬刺身事件對安娜調侃：「別看他（宗像），腹黑是會傳染的」。
最初並不想成為王，時常夢見自己被自己的火焰所吞噬，害怕巨大的力量失去控制進而破壞重要的東西。十束多多良對他說道「王的力量不是破壞，而是為了守護而存在的。」
十束多多良死後，在左耳上戴上十束多多良的耳環，注入十束多多良的血。
最後因殺死現任無色之王而引發「王權爆發」，在達摩克利斯之劍落下前一刻讓宗像禮司殺死自己。
名字來自於日本神話「素戔嗚尊」。
櫛名安娜（Kushina Anna，聲：堀江由衣）
11歲(第二季12歲)，身高140cm。三圍：B62／W45／H63。生日12月8日。血型O型。
繼周防尊後的第三王權者·赤色之王/赤之王。吠舞羅新任領袖。
標記在左眼中，吠舞羅吉祥物般的存在。看上去像洋娃娃的寡言少女，常做哥德蘿莉式的打扮。相當眷戀尊，幾乎將它當作自己的父親。
權外者，出生不久就因為無法控制自身能力傷及雙眼，變成「只能看見紅色」的特殊色盲，但透過紅色玻璃珠可看見正常色彩。
能力是「看透」，看透人心、看透周遭乃至看透未來，因此可以和周遭的事物甚至是「石板」進行「同步」，直接感知其狀態或想法，也可協助壓抑周防尊的惡夢。
尊高中時代的教師櫛名穗波的姪女，因其能力被「中心」以治療為名義做人體實驗，父母前往談判隨即發生事故死亡，事後中心以櫛名穗波要脅，意圖使安娜成為新任藍色之王/青之王，後被尊救出，加入吠舞羅。
喜歡多多良的歌聲，是他的「頭號歌迷」。
名字來自日本神話「櫛名田比賣（奇稻田姫）」。安娜一名源於希伯来文的「Hannah」，意指「恩典」，而在聖經中，她是一位女先知，預言的意思也表示安娜的感知能力。
於劇場版《K Missing Kings》中成為新一代赤色之王，並獲得強大的能力使得幾乎瀕臨解散的吠舞羅又聚集在一起。
被Jungle懸賞點數為100000點。
草薙出雲（Kusanagi Izumo，聲：櫻井孝宏）
26歲（第二季27歲），身高188cm。生日4月10日。血型O型。酒吧「HOMRA」的老闆。
一頭金髮，無論早上還是夜晚都會戴著墨镜，穿著酒吧的服務生服裝。吠舞羅核心幹部组的三位成員之一，身為HOMRA酒吧的老闆，是赤色部族的主要經濟來源。
說著一口溫和穩重的京都腔，也說著一口流利的英語。與尊是舊識。
對店裡的東西有近似戀物癖的執著（特別是吧台），當店內東西被吠舞羅成員破壞時，會用手掌抓起對方的頭顱，以示懲戒（實則是對酒吧内物品的愛護之情，因為是吠舞羅在一起的地方）。
總是喜歡抽菸，在戰鬥時會操縱香菸或打火機的火。
和淡島有著密切的友誼，甚至曾經兩人共同混入派對探取情報，成為情侶關係後，兩人很常進行親密互動。
幾乎甚麼都不怕，唯一害怕的東西就是淡島出事。
名字的由來是日本神話中的「草薙劍」。
被Jungle懸賞點數為6000點。
八田美咲（Yata Misaki，聲：福山潤）
本作主角要角色之一。
19歲（第二季20歲），身高167cm（根據伏見猿比古的說法，正確來講是166.9cm）。血型B型。生日7月20日。
吠舞羅先鋒隊長，對外似乎也因為是武鬥派的關係而知名。被草薙認為是吠舞羅中能力最出色的成員。
綽號「八咫烏/八田鴉」，先導之神，也是其名字（御先、神的先锋之意）的由來。急性子，直率的行動派，同伴概念很強烈，相當尊敬身為王的周防。自十束事件後就為了尋找線索而沒有休息過。
喜歡拿著滑板跟棒球棍。能將赤火能力發輝到極致。討厭英文。
不喜歡被直呼名字。與猿比古在國中就相識，也曾和伏見，大貝阿耶，三人一起用紅色燭火騎腳踏車追尋白銀之王的飛船。後來，伏見覺得厭倦學校生活，也決定和伏見一起不考高中，要做一些所謂「偉大的事」。
被仲介騙，在外面租了間便宜的兇宅，伏見發現也沒有告訴他。兩人也曾向綠之王發起挑戰，但是慘敗，被十束、草薙和尊救下，也是在那之後他們決定加入吠舞羅，但後來伏見發現八田不再只圍著他轉，加上厭惡小混混的氛圍，叛變轉入藍營，而八田在其叛變之後極力撇清關係。但除了憤怒與不解外，私底下其實還是非常很在意為對手陣營效力的猿比古。
不擅長應付女性，光是對話就變得舉止怪異，且容易臉紅。但在戰鬥的場合除外（例如與淡島世理對戰的時候）。
於劇場版《K Missing Kings》中，因為周防尊和十束多多良的死亡而變得意志消沉，後來鐮本力夫告知他櫛名安娜被綠之王的盟臣抓走後恢復正常。
被Jungle懸賞點數為3000點。
動畫第二季第12話被宗像告知伏見背叛的真正目的，並在危急之際救出伏見，兩人重拾友誼。
十束多多良（Totsuka Tatara，聲：梶裕貴）
22歲，身高172cm。生日2月14日。血型AB型。與周防、草薙是吠舞羅的初期成員。
一頭柔軟的金色順毛。左耳帶著一只耳環。手腕跟脖子常帶著飾物。經常拿著一個古老的攝影機到處亂拍。
和誰都能相處得來的性格，口頭禪「沒事沒事，事在人為嘛」，是吠舞羅的氣氛制造者，同時也是吠舞羅中戰鬥力最低的幹部。
可以抑制崩潰的赤色之王，使其恢復冷靜，因此多多良死後，就沒有人能夠抑制尊暴走了。
擅長將能力的火焰細緻化，曾用於拷問中。被草薙說過總是把能力用在沒用處的地方，但事實上，他能夠包容並同化其他火焰，即便是尊的火焰也很難傷到他。
好奇心強，興趣多樣化，也因此有將個人物品帶進酒吧「HOMRA」堆放的壞習慣。
初見安娜時，被告知「在那個人身邊，你活不長」。
12月7日晚上11點45分，在鎮目町3街2-5的比良阪大廈天臺被當時佔據「伊佐那社」這個身體的無色之王開槍射殺。
名字來自日本神話「十束劍」。
鎌本力夫（Kamamoto Rikio，聲：中村悠一）
20歲（第二季21歲），身高185cm。生日5月18日。血型A型。
和八田是小時候就認識的關係，八田小時候的玩伴，經常和八田一起行動，因為以前八田會保護被欺負的自己，所以總是使用尊稱來稱呼比自己小一歲的八田。
身材偏胖，十分重情義，到夏天時食慾減退便會變瘦，通常冬天則會胖回來；但尊的死使他沒有食慾，到了來年冬天也沒有復胖。
赤城翔平（Akagi Shouhei，聲：齋藤寬仁
20歲，身高175cm。生日4月17日。
擅長交際的開朗少年，看到任何女性總是要撩一下，甚至覺得安娜17歲就會嫁人了。因為聽說了吠舞羅的強大跟赤色之王．周防尊的傳說而到酒吧內要求加入。
坂東三郎太（Bandou Saburouta，聲：柳田淳一）
20歲，身高182cm。生日9月11日。
翔平的總角之交。通稱「（器量）很渺小的小三」。
千歲洋（Chitose You，聲：清水一貴）
22歲，身高175cm。生日6月14日。
漫畫《K 紅之記憶》第三話主角之一。喜歡勾搭女性。
出羽將臣（Dewa Masaomi，聲：木村亮俊→淺沼晉太郎）
22歲，身高176cm。生日10月22日。
千歲自幼認識的至交。
藤島幸助（Fujishima Kousuke，聲：鬼塚真吾）
21歲，身高178cm。生日4月24日。經常撿動物來養。
艾利克・蘇爾特（Eric Surt，聲：高橋孝治）
18歲，身高180cm。生日3月19日。
雨天昏倒在路邊的神祕少年。被藤島幸助帶回吠舞羅。懂日文，但面對不喜歡的人會故意用英文來罵。例：稱八田美咲為「chihuahua（吉娃娃）」。
父母是冰川組的組員，父母死後被當成組裡的狗飼養，身上有遭虐打的痕跡。
作為給予餵食的代價，冰川組下達的命令皆須服從，因此試圖刺殺周防尊及十束多多良。最後向藤島幸助求助並通過周防尊的測試成為吠舞羅一員。不會游泳。

### 藍色部族/青之氏族：Scepter4
東京都法務局戶籍科第四分室，表面為負責管理「特殊外國人戶籍」的普通部門。
宗像礼司（Munakata Reisi，聲：杉田智和）
24歲（第二季25歲），身高185cm，生日10月1日。血型AB型Rh-。
第四王權者·藍色之王/青之王。
東京法務局戶籍科第四分室，通稱Scepter4 的室長。
雖然與人對話中常會使用敬語，但實際上十分高傲。
有著和冷酷外表不同的天然呆性格及孤獨的一面。
在前任藍色之王死後十年成為新任的藍色之王。憑著自身手段與魄力，從黃金之王手中奪回Scepter4的管理權，更在十束事件中與白銀之王、黃金之王分庭抗禮。
興趣是拼圖，其次是茶道。喜歡和式的東西（除了淡島世理做的紅豆泥外）。討厭沒有秩序、混亂的人。
佩刀名為「天狼星」。
視周防尊為摯友，但認為「比起贯彻自己的信念，一己私情是何其鄙薄之物」。
最後在周防的要求下，在達摩克里斯之劍落下前將他殺死。
名字來自日本神話「宗像三女神」。
私生活完全是個謎，有一個單純又豁達的哥哥宗像大司，以及侄子姪女各一，和家人關係似乎不錯。
於劇場版《K Missing Kings》中，因弒王造成的負擔，達摩克里斯之劍開始出現崩解現象。在第二季第8話，佩刀天狼星斷裂，而達摩克里斯之劍崩解現象也越來越嚴重。
被Jungle懸賞點數為100000點。
動畫第二季第10話被日本政府作為石板奪取事件的責任承擔者而辭退室長一職。
動畫第二季第12話，與灰色之王的死鬥結束後，達摩克里斯之劍已瀕臨墜落。
最終話，當石板被破壞後得以避免達摩克里斯之劍墜毀的命運。
淡島世理（Awashima Seri，聲：澤城美雪）
22歲（第二季23歲），身高170cm。三圍B95／W57／H92。生日9月1日。
Scepter4 的副長。Scepter4 裡少數的女性成員之一。
宗像的左右手，冷靜透徹執行任務的女性。平時也負責監督、指揮隊員的訓練。
經常於工作閒暇時，一邊聽取報告一邊鍛鍊。
喜歡紅豆餡，會大量加入食物中，令身邊的人甚至宗像都會感到恐懼。工作時是個女強人，私服打扮時是十分有氣質的優雅美女。
佩刀名為「桔梗」。
與草薙出雲有私交，和他有著密切的友誼，再見面時被他戲稱為「凍原之女（冰山女王）」，但被部下們戲稱為「冰晶假面」。兩人曾經共同混入派對探取情報。在成為情侶關係後，兩人很常進行親密互動。
能夠徒手對付毒蛇，唯一害怕的東西是蜘蛛。
名字來自「淡島神/須勢理比賣」。
被Jungle懸賞點數為6000點。
動畫第二季第12話，參與宗像與灰色之王的戰鬥，並在戰鬥結束後對藍色部族宣告，若宗像的達摩克里斯之劍墜落，她會負責在前一刻殺了他。
伏見猿比古（Fushimi Saruhiko，聲：宮野真守）
本作主要角色之一。
19歲（第二季20歲），身高178cm。血型AB型。生日11月7日。
Scepter4 的03成員、Jungle的J級成員、吠舞羅的先鋒隊長。
總是一副懶散的樣子，面對工作時總以不耐煩的表情應對，但實際上工作能力相當高。
曾是吠舞羅成員之一，因而同時擁有赤青兩種王的能力，後加入Jungle，因而同時有三種異能。
對吠舞羅的八田美咲有異常的執著，與其八田是多年舊識，喜歡用奇怪的腔調唸名字惹怒對方。
佩刀名為「昴（SUBARU）」。
異常挑食，討厭吃蔬菜和生食（如生魚片等）。自稱喜歡有血有肉的事物。
名字來自日本神話「猿田彥」。
被Jungle懸賞點數為4000點。
宗像被灰色之王打敗後與其發生爭執，將劍和外套棄掉離去，帶著平坂道反回到了Jungle，只花了三個禮拜就升到了J級，並成為了綠色之王的部族成員。
其實是被宗像命令去Jungle臥底。宗像入侵時被比水流發覺其加入目的，並被比水流慎重邀請但拒絕，拒絕後五條須久那也出現並展開攻擊。在和五條的戰鬥中處於弱勢並負傷，後被八田救出並聯手擊退五條。結束後叫八田回去完成赤色部族的工作，平坂道反及時出現並救出他。
秋山冰杜（Akiyama Himori，聲：高橋孝治）
25歲，身高175cm。生日10月20日。
十束事件時在網路上散播假情報，引導輿論將吠舞羅放出的影片當成是偽造的流言。
佩刀名為「垂冰」。
名字來自「秋山之下氷壮夫」，是秋霜的神格。
弁財酉次郎（Benzai Yuujirou，聲：木村亮俊→淺沼晉太郎）
24歲，身高180cm。生日12月28日。
負責在十束事件時比對犯人照片及有犯罪前科人物。
佩刀名為「殘照」。有位妹妹。
加茂劉芳（Kamo Ryuho，聲：三浦博和→下野紘）
26歲，身高183cm。生日3月26日。
過去曾為一名廚師。
佩刀名為「虎徹」。
和離婚的妻子有一個女兒，但是每三個月才能見到一次。
道明寺安迪（Domyoji Andy，聲：鬼塚真吾）
19歲，身高182cm。生日6月4日。
為前擊劍課第四小隊隊長。
佩刀名為「EXCALIBUR（源自亚瑟王传说的圣剑）」。
根據官方小説『青之事件簿』所述，自家是「光英流」劍術道場，父親是前代藍色之王羽張迅手下的SCEPTER4隊員。
榎本龍哉（Enomoto Tatsuya，聲：齋藤寬仁）
22歲，身高173cm。生日4月30日。
為前擊劍課第四小隊成員，問題兒童小組的一員。
佩刀名為「龍哉之劍」。
作為常識人的角色，經常吐槽實力強大但缺乏常識的Scepter4 成員。
布施大輝（Fuse Daiki，聲：柳田淳一）
23歲，身高172cm。生日11月8日。
為前擊劍課第四小隊成員，問題兒童小組的一員。
佩刀名為「鋼」。
五島蓮（Gotou Ren，聲：清水一貴）
20歲，身高183cm。生日2月12日。
為前擊劍課第四小隊成員，問題兒童小組的一員。
佩刀名為「波奇」。
有養一隻貓。
收藏許多奇怪的玩意，讓室友日高十分苦惱。
日高曉（Hidaka Akira，聲：小野大輔）
22歲，身高187cm。生日12月12日。
為前擊劍課第四小隊成員，問題兒童小組的一員。
佩刀名為「GSX」。
與楠原剛感情不錯，稱呼其為阿剛。对榎本的昵称为「阿榎」。
於小說沙城中提出海邊合宿的提議者。也是小說花見中說出藍色之王玩國王遊戲的人。
男校出身，唯一心懷感激地收下淡島世理於情人節時所贈與的義理牡丹餅內包巧克力的人。
楠原剛（Kusuhara Takeru，聲：土屋神葉）
小說《K SIDE:BLUE》原創角色。剛加入Scepter4 的新人，為保護礼司而殉職。
吉野彌生（Yoshino Yayoi）
登場於小說和漫畫。是Scepter4 庶務课隊员。
與同為少數女性隊員之一的淡島是朋友，二人曾一起到出雲的洒吧喝酒，但口味和淡島一樣奇怪，喜歡加上蛋黄醤。

##### 前Scepter4成員
羽張迅（Habari Jin，聲：神谷浩史）
登場於小說《K SIDE:BLUE》。前代藍色之王/青之王。率前代Scepter4阻止前代赤色之王的失控時陣亡。
名字來自日本神話「天之尾羽張」。
善條剛毅（Zenjiyou Gouki，聲：津田健次郎）
37歲，身高195cm。生日6月30日。血型O型。斷左臂。
小說《K SIDE:BLUE》原創角色。前代藍色之王羽張族的部族成員，極為忠誠。前代Scepter4 中少數的生還者。
礼司奪回Scepter4的控制權後將他編入本代的Scepter4。
加入本代Scepter4是想要觀察禮司，雖被鹽津元和淡島詢問過是否為了再次弑王而重回傷心之地，但對鹽津説自己只是資料室的小職員；對淡島則表示禮司的副官是淡島而非自己」，皆輕輕帶過。
擅長料理，是電腦白痴。過去實戰經驗豐富，是用刀的好手。
在資料室養著一隻黑貓。
前代藍色之王的劍受前代赤色之王的威斯曼偏差值所影響而超過臨界值，劍掉落之前將他殺掉，使「迦具都隕坑」所造成的犧牲減少。
鹽津元（Shiotsu Gen，聲：前野智昭）
小說《K SIDE:RED》原創角色。前代青之王羽張族的部族成員。前代Scepter４中少數的生還者。
在前代藍色之王死後照顧迦具都事件前被收為族人的兩位孩子。
名字來自日本神話「鹽椎神」。
湊速人
湊秋人

### 綠色部族/綠之氏族：Jungle
比水流（Hisui Nagare，聲：興津和幸）
25歳。身高175cm。誕生日11月11日。血液A型Rh+。
第五王權者·綠色之王/綠之王。
初次在小說《SIDE：BLUE》中暗示他為事件的幕後黑手，第二次於小說《Lost Small World》更直接表示他是事件主使者，亦是造成伏見離開吠舞羅的主因之一。
於劇場版中透過御芍神紫身邊的鸚鵡——琴坂自報姓名與身分，在臨走前表示「那個少女（安娜）已經不再是需要捕獲的族人了」，並對剛覺醒的安娜和眾人放出結合大量成員力量的大型攻擊。
於漫畫版《K-THE FIRST》中慫恿因吸收太多人格而錯亂迷失的無色之王去攻擊其他的王，是事件的真正黑手。
TV第二季第五集與白銀之王的對談中承認為學園島事件的幕後黑手。
身穿拘束衣，以輪椅代歩。在釋放力量時，會站起來並掙脫掉束帶，頭髮會從原本的深綠變成白色。
實力堅強，能在一定時間內與紅藍白三王勢均力敵，曾在迦具都隕坑事件中失去心臟，由異能維持身體機能，被宗像禮司稱作已死之人。
於第八集灰之王的幫助下順利取得石板，並於石板連接，並在第十集結尾解開石板的封印展開變革。
在第二季第11集表示透過石板解放與接近石板讓自己的能力再也沒有時間限制，對於防衛石板表現的相當有自信。
在第十三集與白銀之王面對面交談，在理解白銀之王對石板的看法後決定與他交戰，但沒想到白銀之王計畫用赤色之王的能力打通達摩克利斯之劍與石板之間的障礙，明白白銀之王想利用自身的達摩克利斯之劍對石板進行完全破壞後，想趁劍掉下前殺死白銀之王，雖然成功擊飛白銀之王的紙傘，但要殺死白銀之王時，白銀之王被其部族成員貓救走，想再度攻擊時又被小黑擋下，最終，白銀之王的達摩克利斯之劍成功破壞石板，自身那依賴石板力量才能存活的身體也再度回歸死亡，而後灰色之王抱著遺體葬身在崩落的天花板下。
名字來自於日本神話「蛭子神」，取「比」的和「流」的音讀，即是蛭子神中的蛭子。
磐舟天雞（Tenkei Iwahune，聲：大塚芳忠）
42歳。身高185cm。誕生日3月12日。血液O型。
Jungle幹部。比水流的監護人，擔當照顧比水流的角色。有著神父般的打扮，喜歡喝酒。擁有「絕對守護」屬性的「霧之聖域」。武器為大口徑的左輪手槍。其真實身分是在迦具都隕坑事件失蹤，並被認為已經死亡的第六王權者：灰色之王─鳳聖悟。象徵「守護」。
曾經擁有僅次於黃金部族/黃金氏族「非時院」的龐大部族─大聖堂(Cathedral)。是兼備力量與德望，受到部族成員及普通市民敬仰的傑出人物，擁有與當代赤色之王「迦具都玄示」和當代藍色之王「羽張迅」不相上下的力量。14年前，因想阻止迦具都玄示的達摩克利斯之劍墜落，率領「大聖堂」前往現場。然而最終並沒能成功阻止，部族成員在迦具都巨坑事件中全部喪生，從此便杳無音信的第六王權者鳳聖悟本人也被認定為死亡。當年嘗試救出性命垂危的比水流，卻見證其成為新王的一刻，於第七集結尾現身幫助比水流與三王戰鬥，並順利破壞青王武器並取走石板，於第十一集再次與青王對上，第十二集一度將青王壓制，但隨後淡島世理和其他族人一同前來支援藍色之王，使其力量大增，最終被藍色之王重創，但並沒有死。
之後在白銀之王成功破壞石板後出現在白銀之王一行人面前，抱著失去石板力量而死亡的比水流葬身在崩落的天花板下。
而磐舟天雞這名也是對自己的嘲諷，不是鳳而只是雞。
磐舟天雞一名來自於日本神話「鳥之石楠船神/天鳥船神」。
御芍神紫（Mishakuji Yukari，聲：森田成一）
30歳。身高185cm。誕生日8月25日。血液AB型Rh+。
前任第七王權者·無色之王——三輪一言的弟子，也是夜刀神狗朗的師兄，現叢林幹部。實力強悍，同時擁有無綠兩種王的能力，武器是揹於身後的太刀。喜愛所有美麗的事物。曾隻身毀掉黃金之王的直屬親衛隊「兔」。
名字來自於日本神話「御社宫司神」。
五條須久那（Sukuna Gojo，聲：釘宮理惠）
13歳。身高153cm。誕生日12月1日。血液B型Rh+。
Jungle J級幹部。使用的武器是用綠之力形成的雙面鐮刀。負責向Jungle的下級幹部發布任務，能一人同時壓制八田美咲和伏見猿比古，但在第二次對決時被兩人共同擊敗。
攻擊御柱塔搶奪石版的時候一度與狗朗、貓和伊佐那社槓上，但隨後被御芍神紫插入戰鬥並強制帶他離開現場，之後與紫駕駛直升機成功將石板帶走，之後在第二季十二話時敗給了八田及伏見等人。在最後被御芍神紫救走，並和他一起告別曾經的夥伴灰色之王和綠色之王，之後和御芍神紫一起離開。
名字來自於日本神話「少彥名」。「須久那」，源自「須久那美迦微」，即「少彥名」。
平坂道反（Hirasaka Douhan，聲：名塚佳織）
28歳。身高165cm。誕生日10月29日。血液A型Rh+。
跟隨在御芍神紫身旁的謎之忍者。擁有冷靜的洞察力，偵察、奇襲之類的隱密行動是他的得意技，自認為是職業的戰鬥專家。其實是女人。口味獨特，喜歡吃「披薩壽司」。在劇場版《K Missing Kings》最後被伏見捉住。
在伏見叛離藍色之王潛入綠色部族時協助他，並在之後收到宗像的報酬前去營救已負傷的伏見。
名字來自於日本神話「黄泉比良坂/道返之大神」。
琴坂（聲：下野纮）
比水流身邊的鸚鵡，被比水流賦予綠之力，是綠色之王比水流傳話的媒介。第一個部族成員。
名字來自於日本神話「事解之男命」

### 王權者
伊佐那社（Isana Yashiro，聲：浪川大輔）
第一王權者·白銀之王。
詳見伊佐那社、阿道夫‧K‧威斯曼。
國常路大覺（Kokujoji Daikaku，聲：飯塚昭三、中村悠一（青年））
95歲，身高210cm，生日9月30日。
第二王權者·黃金之王。地上的支配者。
支配日本的政治、經濟、軍事。這個國家的所有機構都在他的意志下運作，黄金之王本人也等同於日本這個國家本身。
擁有最龐大的氏族－「非時院」。其親衛隊皆身穿黑色和服，戴金色兔子面具。
在第二次世界大戰時以日本帝國軍中尉的身分隻身前往德國德勒斯登參觀阿道夫‧K‧威斯曼的實驗，是威斯曼的舊識，被威斯曼稱為「中尉」。
成為王之前是陰陽師，因此前往德國解開了德累斯頓石板的封印，使威斯曼的研究可以展開。
比水流曾向他挑戰，結果是國常路勝利。
他相信能夠使日本成為世界強國是因為經濟和科技的力量。
於劇場版尾聲去世，由他與威斯曼的對話可得知威斯曼（小白）在國外重塑肉體後被他所發現。為了擺脫綠之王比水流的搜索，將其帶上飛船在國外漂流。死後比水流與磐舟天雞失去阻礙，行動更加激烈。
國常路大覺是歷代國常路家當家的名字。
名字來自於日本神話「國之常立神」。
迦具都玄示（Kagutsu Genji）
登場於小說《K SIDE:BLUE》。
前任第三王權者·赤之王。因力量超過界限而暴走，使達摩克利斯之劍墜落導致神奈川縣70萬人犧牲，造成「迦具都隕坑」。
名字來自日本神話「迦具土神」。
周防尊（Suoh Mikoto，聲：津田健次郎）
第三王權者·赤之王。詳見周防尊。
櫛名安娜（Kushina Anna，聲：堀江由衣）
新任第三王權者·赤之王。詳見櫛名安娜
羽張迅（Habari Jin，聲：神谷浩史）
前任第四王權者·青之王。詳見羽張迅。
宗像礼司（Munakata Reisi，聲：杉田智和）
第四王權者·青之王。詳見宗像礼司。
比水流（Hisui Nagare，聲：興津和幸）
第五王權者·綠之王。詳見比水流。
磐舟天雞（Tenkei Iwahune，聲：大塚芳忠）
第六王權者·灰色之王。詳見磐舟天雞。
三輪一言（Miwa Ichigen，聲：速水獎）
已逝的前任第七王權者·無色之王，享年42歲，狗朗口中的『亡主』。
身高177cm，生日11月23日。血型O型。
狗朗持有的名刀「理」的原主人，因某種目的將此刀托付給狗朗。
长于三轮名神流这个流派的剑术道场，在祖父严厉的指导下經通剑术、拳脚和枪法，以及汉文、古文等种种学问与礼仪。甚至连骑马的方法和能独自在山中生活的生存术都彻底学会了。
高中毕业之后他离开老家，进入日本最高学府求学。专攻经济学，考取奖学金留学美国。在美国时攻读的是经营学，获得学位后进入世界知名的证券公司任职。虽然在那里也缔造了非常优秀的业绩，却因健康受损而回国。
前衛的俳句诗人，主要能力為預言術，戰鬥能力是所有王權者中最低的（但相對於王外的超能力者依然非常強大）。
喜歡說各種至理名言，被狗朗用收錄機收錄，並時常聆聽。
名字來自於日本神話「三輪山(大物主神) / 一言主神」。
白色的狐魂（Kitsune Kemuri，聲：柿原徹也）
新任第七王權者·無色之王。是殺害多多良的真正兇手。
具有「干涉」的能力，可以進到不同人的體內和侵佔他人的意識，但也因此漸漸失去原本的自我。
其能力甚至可以在一定條件下干涉王權者，並奪取其力量，但對具有不容許侵犯之「不變」特性的白銀之王，僅能奪取肉體而無法侵佔靈魂及其力量。
對於意志過於強大的人（例如周防尊）也無法發揮能力。
最后被伊佐那社壓制在體內，由周防尊殺害。
漫畫版《K - THE FIRST》揭露一開始因吸收太多人格而錯亂迷失，受比水流煽動而去攻擊其他的王，成為一連串事件的開端。

### 葦中學園高等學校
位於學園島。名字取自葦原中國。
雪染菊理（Yukizome Kukuri，聲：佐藤聰美）
17歲（第二季18歲），身高158cm。三圍：B84／W58／H86。生日8月30日。血型O型。社的同班同學，學生會成員。開朗親切的少女。
動畫第四集被草太告白並回絕，之後談到草太就會不好意思。
在貓的記憶改寫解除後，不再記得伊佐那社。
名字來自日本神話「菊理媛神」。
在劇場版《K Missing Kings》中，與夜刀神狗朗和貓兒一起出現。
動畫第11話被石板強制覺醒白銀的氏族能力，但被即時出現的伊佐那社控制住，隨後依照伊佐那社的指令安撫學生情緒避免失控。
因幡澄香（Inaba Sumika，聲：佐藤奏美）
17歲，身高165cm。三圍：B86／W55／H85。生日8月15日。
社的同班同學，和菊理相當要好。
名字來自日本神話「因幡之白兔」。
三科草太（Mishina Souta，聲：清水一貴）
社的同班同學。
動畫第四集對菊理告白遭回絕。
日向千穗（Hyuuga Chiho，聲：內田真禮）
身高163cm。三圍：B91／W60／H89。
學生會會長。冷靜、能幹，在赤組佔領學園島時也毫不慌亂，以學生安全為優先。
名字來自日本神話「日向國高千穗峰」。
淺間櫻（Asama Sakura，聲：山本希望）
身高158cm。三圍：B75／W53／H78。
學生會書記。崇拜醉心於日向。
名字來自日本神話「淺間大神」。
新聞部部長（聲：木村亮俊）

### 其他人物
克羅蒂雅‧威斯曼（Claudia Weismann，聲：遠藤綾）
身高174cm。三圍：B88／W57／H85。生日9月18日。血型A型。
阿道夫‧K‧威斯曼的姊姊，也是科學家，在德勒斯登空襲時遇襲喪命。
櫛名穂波（Kushina Honami）
登場於小說《K SIDE:RED》。尊高中時代的教師，安娜是其姪女。被兔子消除目睹超能力的記憶，已經忘了安娜。
大貝阿耶（Oogai Aya，聲：小倉唯）
伏見的親戚，八田的同學，嚮往成為上位者，得到綠的力量；但在加入Jungle 前因為打算討好綠之王失敗加上被伏見阻止，因此沒能加入Jungle。
伏見仁希（聲：三木真一郎）
登場於小說《K Lost Small World》。伏見猿比古的父親，是造成伏見長年心理陰霾的存在。在伏見中學三年级时因病去世，享年34歲。
田村厚史
宗像大司
首相（聲：三浦博和→佐佐健太）
日本總理大臣，Scepter4形式上的直屬長官，但是實際上並不會、也沒有能力去控制Scepter4。
不過由於宗像非常重視書面程序，因此仍會由世理交付行動命令給首相簽署。
石板被綠之王比水流與灰之王合作奪取後，以直屬長官的權力開除宗像，並同時給予Scepter4 待命命令，在石板被綠之王解放時獲得雙眼透視的能力。
首領（聲：利根健太朗）
販賣非法物品的黑幫頭領。

## 用語

### 王權者相關
(Animax的中文翻譯與巴哈姆特的翻譯不同)
王權者
一共有七位受到德勒斯登石板的影響產生特異能力的強大超能力者，擁有各自的稱號。
在一定的範圍之內的因果變化，會形成反饋區域。即處於王權者聖地內的王族越多時，王以及王族的力量會成幾何級數暴增，而失去王的氏族會因為失去「聖域」的庇護而弱化。
發動一定能量以上時會出現其力量象徵的達摩克利斯之劍，不過使用少量的能力時則不會。
能弑殺王權者的人必須同樣為王權者或是自己的王族（前代青之王便是讓左右手善條剛毅在王權爆發前殺死自己，以避免更大的災禍），此外夜刀神狗朗的佩刀「理」因為寄託了前代無色之王的力量，因此也可以做到。
王權者的實力水平與順位並不是不變與對應的關係。
王權者名單：（前任→現任）
- 第一王權者·白銀之王：阿道夫‧K‧威斯曼（伊佐那社）
持有「不變」的屬性，擁有不可侵的特性（不受外界力量影響），其能力為肉體不變、操縱重力，另外還擁有可以改變生物光譜的能力（將其他氏族的人暫時變成自己的族人）、與其進行同步化，甚至還能以自身的意識自由改變自己的威斯曼偏差值。
- 第二王權者·黃金之王：國常路大覺（逝世）
持有「命運」的屬性，有把人的才能作最大限度引發出來的能力，力量最強的王。
- 第三王權者·赤色之王：迦具都玄示→周防尊→櫛名安娜
「暴力」與「熱血」的象徴，釋放紅色火焰作為爆發性的武器。
- 第四王權者·青色之王：羽張迅→宗像禮司
「秩序」與「制御」的象徵，將藍色光芒運用攻擊、防禦、移動上，亦能凍結物質。
- 第五王權者·綠色之王：比水流
司掌「改變」和「變革」的化身，能改變物理法則或釋放綠色雷電，運用能力甚至能獲得足以匹敵黃金之王的力量，就連赤色之王與青色之王二人聯手也只能打成平手，但有時間上的限制。
- 第六王權者·灰色之王：磐舟天雞（本名鳳聖悟）
象徵「守護」，擁有「絕對守護」－起霧並讓攻擊無效化的能力。
- 第七王權者·無色之王：三輪一言→管狐
被視為小丑般左右平衡的角色，每一任的能力都不同，能力特性「變幻無常」。
三輪一言的能力為「預知」，能夠卜卦預知；狐魂的能力為「干涉」，能侵佔他人意識，連王權者也可以影響。

王權爆發
王權者力量使用過度時，所引發的達摩克利斯之劍直接落下的現象。
劍落地時會引發強烈的爆炸，方圓數十里的地面都會被夷為平地。
墜落之地附近若有其他的王，那麼便會將其捲入，造成連環爆發。
殺死引發王權爆發的王權者便不會引發這種現象，但這會對弒王者帶來極大負擔。
劍與所有者的生命有所連結，當所有者死亡時，不管劍是處於何種狀態都會立即消失，因此只要在劍落地之前殺死引發現象的王權者，就能阻止災禍。
聖地
王權者的能力所展開的、類似領域的現象。
120協定
王權者之間有關責任、領土等規範的協議。
因締約日期是1月20日而得名。
德勒斯登石板
王的力量的泉源，會自行選擇超能力者，使其成為可召喚達摩克利斯之劍的王權者。
石板本身非常堅硬，甚至能和墜落的達摩克利斯之劍互相抵消。
被選者與石板之間的聯繫強度，會受到腦神經的複雜程度成正比，因此人類獲得的特異能力會比動物強大的多。
一旦被選為王權者，體力與智力都會被開發到極大值，因此在各方面都會比一般人強大許多。
原先由黃金之王-國常路大覺負責保管，在劇場版中，因為國常路大覺下落不明（實際上是在飛船上重新塑造威斯曼的身體，隨後死去），在第三王權者櫛名安娜的同意下暫由青之王宗像禮司與其王族Scepter4看管，兩個月後便被綠之王比水流與灰之王奪取並藏於市中心最底層，之後在白銀之王的策略下，被白銀之王以自身意志控制達摩克利斯之劍落下並完全摧毀。
達摩克利斯之劍
王權者的聖地發動時會出現在聖地上方空中的王權之劍。
王權者力量的指標，每位王權者的劍都會因為其性格與力量的強度而有所不同。
劍的外觀完整度與王權者能控制的力量成正比，無法控制的力量越強，劍就越殘破。當力量超過規定所容許的限度時，劍就會落下，毀滅王權者的同時也會波及周遭的一切。
劍的外觀會反映出王的屬性，如劍柄中心的寶石、劍身的顏色等等，例如白銀之王的達摩克利斯之劍便同時融合其他六把達摩克里斯之劍的寶石與特徵。
語出希臘傳說，指在王座上以一根馬鬃懸掛的利劍，意喻隱藏在權力與榮耀背後的危險與殺機。
威斯曼偏差值
以科學方式將王權者的能力量化測量的一種方法。名稱取自1945年找到石板的研究員的名字。
將由超能力引起的「因果關係的歪曲度」加以數值化後的結果，與使用的能力強度成正比。簡單而言就是王權者能力波動的情况。
當王權者的威斯曼偏差值超過臨界值時，便會發生「王權爆發」。
迦具都隕坑
位於神奈川縣，由於前任第三王權者·迦具都玄示的力量超過界限引發王權爆發而使達摩克利斯之劍墜落所形成。
造成前第四王權者·羽張迅（間接）和大部份前任Scepter4成員、大聖堂全員（除了第六王權者·鳳聖悟），以及一半市民在內，共70萬人死亡。

### 王盟
王族
由效忠王權者的人們所組成的集團，如Scepter4、吠舞羅。
組成王族的族人可以發動一定程度的、跟所效忠的王權者同源的能力。
Scepter4
正式名稱為東京法務局戶籍科第四分室，是由第四王權者·青之王所領導的官方特殊部隊，專責處理與王權者相關的事件。
通稱Scepter4，由來與首領為第四王權者有關，Scepter有權杖、王權之意。
戰鬥前會拔刀宣示，此外在例如新王出現時也會對對方進行禮儀性拔刀。
現任室長為宗像禮司。形式上隸屬日本政府，但是因為王權者本身的特殊性，政府方面並不會、也無力去節制。
先任青之王·羽張迅死後，暫時由黃金之王管理，被黄金之王的王族·御槌像家臣一般指使。直到宗像覺醒為青之王後奪回了管理權才得以獨力運作。
台灣Animax譯為「Scepter-4」。
吠舞羅
由第三王權者赤之王周防尊率領的幫派集團，其日語有火焰之意。
口號是「No Blood！No Bone！ No Ash！」意義為「不留下一滴血，一塊骨，一粒灰」。
由於王的屬性與成員性格，該團體做事偏向暴力風格。在鎮目町出現後迅速消滅其他所有暴力團體，成為該町的傳說。
要成為其族人，必須先接受尊的火焰洗禮，大部分的人皆被活活燒死；只有被認可的人才能活下並加入。
主要的據點為鎮目町的酒吧「HOMRA」。
叢林
綠之王的氏族，分為J到E六個階級，利用手機程式拓展勢力、挑選成員，亦透過程式召集、任務的模式達到影響現實的目的（曾於「Lost Small World」中造成暴動、誘發伏見的陰影擾亂他的情緒），多數成員並不曉得能力者的事，只有少部分的人為真正的氏族成員，他們真正麻煩之處是因為透過網路號召、組織，防不勝防。且成員有多數是一般民眾，卻可能具有些微的綠色之力，可以藏身於圍觀的人群不被發現（即使是在Scepter4面前也沒被察覺），匯集起來的攻擊足以對身為王權者造成強大威脅。
其氏族據點在市中心最底層，生活空間僅有一和室大小，但可以透過市中心的各個電梯通往每個地方。
非時院
黄金之王的氏族，成員全部帶上兔子面具，以表示捨棄自己的身分和一切。
大聖堂
灰之王的氏族，全盛時期可媲美非時院。
在迦具都事件中全員喪生，只有鳳聖悟活着。
來自法语的，主教座堂之意。

### 其他
Strain
權外者，另有變異者、超能者等翻譯。
對天生超能力者、能自由使用力量的人或是動物的稱呼。
由於能力是天生的，無法賦予他人，因此無法組成王族，但可以成為王的族人。
三輪一言稱之「沒能成為王的存在」。由櫛名安娜的情況推測，某些權外者可能是王的候選者或是因故落選者。
因為不用拘束於七個王的特質，擁有的能力類型更為多樣。
赤城祥平在《K 紅的記憶3》中說:「我們和Strain都擁有相同的力量」。
九十九式
在學園島裡四處活動的掃地機器人，不知為何說著武士用語。

## 電視動畫

### 製作人員
|                | 第1期                               | 第2期                       |
| -------------- | ----------------------------------- | --------------------------- |
| 原作           | GoRA×GoHands                        | GoRA×GoHands                |
| 監督、人物設定 | 鈴木信吾                            | 鈴木信吾                    |
| 系列構成       | 宮澤龍生                            | 高橋彌七郎                  |
| 系列導演       | 金澤洪充、工藤進                    | 金澤洪充                    |
| 總作畫監督     | 古田誠                              | 古田誠                      |
| 機械設計師     | 大久保宏                            | 大久保宏                    |
| 道具設計師     | 岸田隆宏                            | 岸田隆宏                    |
| 主動畫師       | 內田孝行、中井準 大久保宏、井元一彰 | 內田孝行、大久保宏 岡田直樹 |
| 美術監督       | 野村正信                            | 内藤健                      |
| 色彩設計       | 齊藤友子                            | 齊藤友子                    |
| 攝影監督       | 福士享、大泉鉱                      | 戸澤雄一朗                  |
| CGI導演        | 長嶺義則                            | 菊地貴紀                    |
| 編輯           | 丹彩子                              | 丹彩子                      |
| 音響監督       | 高橋秀雄、田中亮                    | 横田知加子                  |
| 音響效果       | 田中秀實                            | 田中秀實                    |
| 音響製作       | Dream Force                         | Glovision                   |
| 音樂           | 遠藤幹雄                            | 遠藤幹雄                    |
| 音樂製作       | STARCHILD                           | STARCHILD                   |
| 製片人         | 丸山博雄、林玄規 中西豪             | 林玄規、大野航 亀井博司     |
| 動畫製片人     | 岸本鈴吾                            | 岸本鈴吾                    |
| 動畫製作       | GoHands                             | GoHands                     |
| 製作           | K-Project、MBS                      | K-Project、MBS              |

### 主題曲
第一季
片頭曲
「KINGS」
作詞︰atsuko，作曲︰atsuko、KATSU，編曲︰KATSU，歌︰angela
片尾曲
（第2－5話、第7－12話）
作詞︰atsuko，作曲︰atsuko、KATSU，編曲︰KATSU，歌︰貓 （小松未可子）
「Circle of Friends」（第6話）
作詞︰TOMBOW，作曲・編曲︰宮崎誠，歌︰十束多多良（梶裕貴）
「To be with U！」（第13話）
作詞︰atsuko，作曲︰atsuko、KATSU，編曲︰KATSU，歌︰angela
插曲
（第2話）
作詞︰atsuko，作曲︰atsuko、KATSU，編曲︰KATSU，歌︰angela
（第13話）
作詞︰atsuko，作曲︰atsuko、KATSU，編曲︰KATSU，歌︰櫛名安娜（堀江由衣）& 吠舞羅全體
第二季
片頭曲
作詞︰atsuko，作曲︰atsuko、KATSU，編曲︰KATSU，歌︰堀江由衣
片尾曲「解」
作詞︰宮澤龍生（GoRA），作曲︰GRP、Shun Kusakawa，編曲︰GRP，歌︰Z
片尾曲「KIZUNA」（第13話）
作詞︰atsuko，作曲︰atsuko、KATSU，編曲︰KATSU，歌︰angela
插曲
「Circle of Friends」（第1話）
作詞︰TOMBOW，作曲・編曲︰宮崎誠，歌︰十束多多良（梶裕貴）

### 各話列表
| 話數                                  | 原文標題           | 中文標題        | 劇本       | 分鏡              | 演出                      | 作畫監督                                       | 作畫監督                                       |
| 話數                                  | 原文標題           | 中文標題        | 劇本       | 分鏡              | 演出                      | 佈局                                           | 角色                                           |
| 第一期                                | 第一期             | 第一期          | 第一期     | 第一期            | 第一期                    | 第一期                                         | 第一期                                         |
| ------------------------------------- | ------------------ | --------------- | ---------- | ----------------- | ------------------------- | ---------------------------------------------- | ---------------------------------------------- |
| #01                                   | Knight             | 騎士            | 古橋秀之   | 鈴木信吾 金澤洪充 | 工藤進                    | 鈴木信吾                                       | 石森愛、舛田裕美                               |
| #02                                   | Kitten             | 小貓            | 鈴木鈴     | 鈴木信吾 金澤洪充 | 杉生祐一                  | 古田誠                                         | 鈴木洋子                                       |
| #03                                   | Kitchen            | 廚房            | 宮澤龍生   | 鈴木信吾 金澤洪充 | 杉生祐一                  | 松本卓也                                       | 松本卓也                                       |
| #04                                   | Knock-on effect    | 連鎖反應        | 來樂零     | 鈴木信吾 金澤洪充 | 工藤進                    | 古田誠                                         | 古田誠、鈴木洋子                               |
| #05                                   | Knife              | 刀              |            | 鈴木信吾 金澤洪充 | 杉生祐一                  | 松本卓也、古田誠 内田孝行                      | 土岐由紀、鈴木祥子 森美幸                      |
| #06                                   | Karma              | 因果報應        | 來樂零     | 鈴木信吾 金澤洪充 | 工藤進                    | 石森愛、松本卓也 古田誠                        | 石森愛、内田孝行                               |
| #07                                   | Key                | 關鍵            | 古橋秀之   | 鈴木信吾 金澤洪充 | 金澤洪充                  | 井元一彰、松本卓也                             | 土岐由紀、鈴木祥子 森美幸                      |
| #08                                   | Kindling           | 點火            | 高橋彌七郎 | 鈴木信吾 金澤洪充 | 横峰克昌                  | 内田孝行                                       | 土岐由紀、鈴木祥子 森美幸                      |
| #09                                   | Knell              | 凶兆            | 古橋秀之   | 鈴木信吾 金澤洪充 | 工藤進                    | 古田誠、鈴木信吾                               | 坂上谷悠介、立花昌之 植木理奈、河田泉          |
| #10                                   | Kaleidoscope       | 萬花筒          | 來樂零     | 鈴木信吾 金澤洪充 | 金澤洪充                  | 井元一彰、内田孝行 松本卓也                    | 土岐由紀、鈴木祥子 森美幸                      |
| #11                                   | Killer             | 殺人者          |            | 鈴木信吾 金澤洪充 | 橫峰克昌                  | 古田誠、内田孝行                               | 坂上谷悠介、立花昌之 植木理奈、河田泉          |
| #12                                   | Adolf・K・Weismann | 阿道夫·K·威斯曼 | 金澤洪充   | 鈴木信吾 金澤洪充 | 松本卓也、古田誠 内田孝行 | 土岐由紀、鈴木祥子 森美幸                      |                                                |
| #13                                   | King               | 王              | 壁井有可子 | 鈴木信吾 金澤洪充 | 工藤進                    | 鈴木信吾、古田誠 松本卓也                      | 坂上谷悠介、立花昌之 植木理奈、河田泉          |
| 第二期「RETURN OF KINGS（王者回歸）」 |                    |                 |            |                   |                           |                                                |                                                |
| #01                                   | Knave              | 流氓            | 宮澤龍生   | 鈴木信吾 金澤洪充 | 橫峰克昌                  | 鈴木信吾、古田誠、岡田直樹                     | 鈴木信吾、古田誠、岡田直樹                     |
| #02                                   | Kindness           | 仁慈            | 來樂零     | 鈴木信吾 金澤洪充 | 橫峰克昌                  | 鈴木信吾、古田誠、武本大樹                     | 鈴木信吾、古田誠、武本大樹                     |
| #03                                   | Kismet             | 命運            | 鈴木鈴     | 島津裕行          | 橫峰克昌 金澤洪充         | 鈴木信吾、古田誠、松本卓也、植木理奈           | 鈴木信吾、古田誠、松本卓也、植木理奈           |
| #04                                   | Knot               | 結              | 高橋彌七郎 | 鈴木信吾 島津裕行 | 金澤洪充                  | 鈴木信吾、古田誠、立花昌之                     | 鈴木信吾、古田誠、立花昌之                     |
| #05                                   | Ken                | 理解            | 高橋彌七郎 | 鈴木信吾 島津裕行 | 橫峰克昌                  | 古田誠、内田孝行、植木理奈                     | 古田誠、内田孝行、植木理奈                     |
| #06                                   | Keeper             | 守護者          | 宮澤龍生   | 鈴木信吾 金澤洪充 | 金澤洪充                  | 古田誠、松本卓也、武本大樹                     | 古田誠、松本卓也、武本大樹                     |
| #07                                   | Kickdown           | 挫折            | 古橋秀之   | 鈴木信吾 金澤洪充 | 橫峰克昌                  | 古田誠、內田孝行、武本大樹、植木理奈           | 古田誠、內田孝行、武本大樹、植木理奈           |
| #08                                   | Kaput              | 故障            | 壁井有可子 | 鈴木信吾 島津裕行 | 金澤洪充                  | 鈴木信吾、古田誠、松本卓也、武本大樹           | 鈴木信吾、古田誠、松本卓也、武本大樹           |
| #09                                   | Kidsroom           | 孩子的房間      | 古橋秀之   | 鈴木信吾 金澤洪充 | 立花昌之                  | 鈴木信吾、古田誠、植木理奈                     | 鈴木信吾、古田誠、植木理奈                     |
| #10                                   | Keystone           | 敲門磚          | 来楽零     | 鈴木信吾 島津裕行 | 金澤洪充 山岸徹一         | 鈴木信吾、古田誠、岡田直樹                     | 鈴木信吾、古田誠、岡田直樹                     |
| #11                                   | Kali-yuga          | 紛亂期          | 鈴木鈴     | 鈴木信吾 金澤洪充 | 横峯克昌                  | 鈴木信吾、古田誠、岡田直樹、武本大樹           | 鈴木信吾、古田誠、岡田直樹、武本大樹           |
| #12                                   | Knuckle bump       | 拳來拳往        | 壁井ユカコ | 鈴木信吾 島津裕行 | 金澤洪充                  | 古田誠、岡田直樹、植木理奈、立花昌之、武本大樹 | 古田誠、岡田直樹、植木理奈、立花昌之、武本大樹 |
| #13                                   | Kings              | 王們            | あざの耕平 | 鈴木信吾 金澤洪充 | 横峯克昌                  | 古田誠、岡田直樹、立花昌之、植木理奈           | 古田誠、岡田直樹、立花昌之、植木理奈           |

### 播放電視台
第一期
| 播放國家 | 播放地區   | 播放電視台 | 播放日期                       | 播放時間（UTC+8）              | 所屬聯播網 | 備註 |
| -------- | ---------- | ---------- | ------------------------------ | ------------------------------ | ---------- | ---- |
| 日本     | 近畿廣域圏 | 毎日放送   | 2012年10月5日 - 2012年12月28日 | 星期五 00時30分 - 01時00分     | 日本國外   | -    |
| 日本     | 關東廣域圏 | TBS電視台  | 2012年10月6日 - 2012年12月29日 | 星期六 00時55分 - 01時25分     | 日本國外   | -    |
| 日本     | 中京廣域圏 | CBC電視台  | 2012年10月6日 - 2012年12月29日 | 星期六 02時05分 - 02時35分     | 日本國外   | -    |
| 日本     | 全域       | AT-X       | 2012年10月13日 - 2013年1月5日  | 星期六 19時30分 - 20時00分     | 日本國外   | -    |
| 日本     | 全域       | BS-TBS     | 2012年10月14日 - 2013年1月6日  | 星期六 23時00分 - 23時30分     | 日本國外   | -    |
| 日本     | 國內       | NOTTV      | 2012年11月6日 - 2013年1月29日  | 星期五 20時30分 - 21時00分     | 日本國外   | -    |
| 日本     | 東京都     | TOKYO MX   | 2013年4月7日 - 2013年6月30日   | 星期日 22時00分 - 22時30分     | 日本國外   | 重播 |
| 香港     | 全域       | ANIMAX     | 2012年10月4日 - 2012年12月27日 | 星期五 24時30分 - 25時00分     | 日本國外   | -    |
| 香港     | 全域       | ANIMAX     | 2014年11月19日 - 2014年12月8日 | 星期一至五 22時30分 - 23時00分 | 日本國外   | 重播 |
| 台灣     | 全域       | ANIMAX     | 2012年10月4日 - 2012年12月27日 | 星期五 24時30分 - 25時00分     | 日本國外   | -    |
| 台灣     | 全域       | ANIMAX     | 2013年3月15日 - 2013年3月27日  | 星期一至日 20時30分 - 21時00分 | 日本國外   | 重播 |
| 台灣     | 全域       | ANIMAX     | 2013年9月22日 - 2013年10月4日  | 星期一至日 19時30分 - 20時00分 | 日本國外   | 重播 |

第二期「RETURN OF KINGS」
| 播放國家 | 播放地區   | 播放電視台 | 播放日期                       | 播放時間（UTC+8）          | 重播時段（UTC+8）                                     | 所屬聯播網 |
| -------- | ---------- | ---------- | ------------------------------ | -------------------------- | ----------------------------------------------------- | ---------- |
| 日本     | 關東廣域圈 | TBS電視台  | 2015年10月3日 - 2015年12月26日 | 星期六 00時55分 - 01時25分 | -                                                     | 日本國外   |
| 日本     | 近畿廣域圈 | 毎日放送   | 2015年10月3日 - 2015年12月26日 | 星期六 01時10分 - 01時40分 | -                                                     | 日本國外   |
| 日本     | 中京廣域圈 | CBC電視台  | 2015年10月3日 - 2015年12月26日 | 星期六 01時43分 - 02時13分 | -                                                     | 日本國外   |
| 日本     | 全域       | AT-X       | 2015年10月3日 - 2015年12月26日 | 星期六 23時00分 - 23時30分 | -                                                     | 日本國外   |
| 日本     | 全域       | BS-TBS     | 2015年10月3日 - 2015年12月26日 | 星期六 23時00分 - 23時30分 | -                                                     | 日本國外   |
| 台灣     | 全域       | ANIMAX     | 2015年10月3日 - 2015年12月26日 | 星期六 22時30分 - 23時00分 | 星期日 07時30分 - 08時00分 星期日 23時30分 - 24時00分 | 日本國外   |
| 香港     | 全域       | ANIMAX     | 2015年10月3日 - 2015年12月26日 | 星期六 23時00分 - 23時30分 | 星期日 08時00分 - 08時30分 星期日 20時00分 - 20時30分 | 日本國外   |

特別節目
「K」製作發表會WHITE＆BLACK於AT-X免費播出。
| 播放地區 | 播放電視台 | 播放日期      | 播放時間（UTC+9）          | 所屬聯播網 | 備註     |
| -------- | ---------- | ------------- | -------------------------- | ---------- | -------- |
| 日本全國 | AT-X       | 2012年10月2日 | 星期二 23時00分 - 23時30分 | 衛星電視   | 免費放送 |

## 劇場版
劇場版《K MISSING KINGS》於2014年7月12日上映，片長約75分鐘。《K SEVEN STORIES》於2018年7月7日起上映第一部，共六部，每月一上映一部。

## 角色歌曲
Blu-ray＆DVD vol.1收錄曲目：
1.HAPPY DAYS?
歌︰伊佐那社（浪川大辅）
2.
歌︰夜刀神狗朗（小野大輔）
3.
歌︰猫（小松未可子）
4.
歌︰八田美咲（福山潤）
5.
歌︰宗像禮司（杉田智和）
6.
歌︰淡島世理（澤城美雪）
7.
歌︰櫛名安娜（堀江由衣）
【Blu-ray】TV K vol.7（3/13發售）
1.I BEG YOUR HATE 
歌：伏見猿比古（宮野真守）
2.Circle of Friends 
歌：十束多多良（梶裕貴）
3.Stand in the wilderness 
歌：周防尊（津田健次郎）
4.Tales of Black dog
歌：夜刀神狗朗（小野大輔）
5.Tales of Hermit
歌：伊佐那社（浪川大輔）
6.
歌：櫛名安娜（堀江由衣）& 吠舞羅全體
7.KINGS (TV Size)
歌：angela
8. (TV Size)
歌：小松未可子

## 相關書籍

### 漫畫
- 《K -紅的記憶-》（K Memory of Red）在講談社《ARIA》2012年7月號開始[42]至2013年9月號結束連載。作畫是黑荣唯（[43]），劇本是來樂零（来楽零）。主要描述吠舞羅眾人在動畫第一部前所發生過的事，以及彼此的情誼。全3卷。

| 卷數 | 講談社         | 講談社                                                  | 東立出版社    | 東立出版社             |
| 卷數 | 發售日期       | ISBN                                                    | 發售日期      | ISBN                   |
| ---- | -------------- | ------------------------------------------------------- | ------------- | ---------------------- |
| 1    | 2012年10月12日 | ISBN 978-4-06-380596-3                                  | 2014年4月24日 | ISBN 978-986-337-788-7 |
| 2    | 2013年3月13日  | ISBN 978-4-06-380620-5 ISBN 978-4-06-326591-0（限定版） | 2014年6月20日 | ISBN 978-986-337-789-4 |
| 3    | 2013年10月7日  | ISBN 978-4-06-380652-6 ISBN 978-4-06-362260-7（限定版） | 2014年8月5日  | ISBN 978-986-337-790-0 |

- 《K -流浪狗的故事-》（K Stray Dog Story）在講談社《good! afternoon》2012年12月號(#25)開始[44]至2013年4月號(#29)結束連載。作畫是ミナトサキ，劇本是宮澤龍生。主軸為夜刀神狗朗在離開三輪一言故宅後所發生的事。 全1卷。

| 卷數 | 講談社       | 講談社                 | 東立出版社    | 東立出版社             |
| 卷數 | 發售日期     | ISBN                   | 發售日期      | ISBN                   |
| ---- | ------------ | ---------------------- | ------------- | ---------------------- |
| 全   | 2013年4月5日 | ISBN 978-4-06-387883-7 | 2014年4月24日 | ISBN 978-986-337-787-0 |

- 《K -青之日常-》（K Days of Blue）在講談社《ARIA》2013年12月號開始[45]至2014年9月號結束連載。作畫是黑榮唯（黒榮ゆい），劇本是來樂零（来楽零）。主要描述Scepter4在動畫第一部前所遭遇到的事。全2卷。

| 卷數 | 講談社        | 講談社                                                  | 東立出版社    | 東立出版社             |
| 卷數 | 發售日期      | ISBN                                                    | 發售日期      | ISBN                   |
| ---- | ------------- | ------------------------------------------------------- | ------------- | ---------------------- |
| 1    | 2014年4月7日  | ISBN 978-4-06-380687-8                                  | 2015年6月10日 | ISBN 978-986-431-279-5 |
| 2    | 2014年8月12日 | ISBN 978-4-06-380713-4 ISBN 978-4-06-362278-2（特裝版） | 2015年8月18日 | ISBN 978-986-431-280-1 |

- 《K -THE FIRST-》在史克威爾艾尼克斯《月刊GFantasy》2014年1月號開始至2015年5月號結束連載。作畫是，劇本是古橋秀之。從另一角度描述動畫第一部的故事。全3卷。

| 卷數 | 史克威爾艾尼克斯 | 史克威爾艾尼克斯       | 東立出版社    | 東立出版社             |
| 卷數 | 發售日期         | ISBN                   | 發售日期      | ISBN                   |
| ---- | ---------------- | ---------------------- | ------------- | ---------------------- |
| 1    | 2014年6月27日    | ISBN 978-4-7575-4346-1 | 2018年5月14日 | ISBN 978-957-26-0592-9 |
| 2    | 2014年12月27日   | ISBN 978-4-7575-4526-7 | 2018年7月5日  | ISBN 978-957-26-0593-6 |
| 3    | 2015年9月26日    | ISBN 978-4-7575-4748-3 | 2018年9月3日  | ISBN 978-957-26-0594-3 |

- 《學園K》在史克威爾艾尼克斯《月刊GFantasy》2014年2月號開始至2016年2月號結束連載。作畫是鈴木次郎，劇本是鈴木鈴。是動畫的平行世界，為歡樂惡搞路線。全4卷。

| 卷數 | 史克威爾艾尼克斯 | 史克威爾艾尼克斯       | 東立出版社     | 東立出版社             |
| 卷數 | 發售日期         | ISBN                   | 發售日期       | ISBN                   |
| ---- | ---------------- | ---------------------- | -------------- | ---------------------- |
| 1    | 2014年6月27日    | ISBN 978-4-7575-4347-8 | 2018年5月25日  | ISBN 978-957-26-0502-8 |
| 2    | 2014年12月27日   | ISBN 978-4-7575-4527-4 | 2018年7月30日  | ISBN 978-957-26-0503-5 |
| 3    | 2015年9月26日    | ISBN 978-4-7575-4749-0 | 2018年9月25日  | ISBN 978-957-26-0504-2 |
| 4    | 2016年3月26日    | ISBN 978-4-7575-4937-1 | 2018年11月22日 | ISBN 978-957-26-0505-9 |

- 《K -Lost Small World-》在講談社《Heart Kiss》2014年7月號開始至2016年7月號結束連載。作畫是，劇本是壁井有可子（壁井ユカコ）。主要描寫八田美咲與伏見猿比古相識，到伏見猿比古退出吠舞羅加入Scepter4的過程，為同名小說的漫畫版。

| 卷數 | 講談社        | 講談社                                                  | 東立出版社    | 東立出版社             |
| 卷數 | 發售日期      | ISBN                                                    | 發售日期      | ISBN                   |
| ---- | ------------- | ------------------------------------------------------- | ------------- | ---------------------- |
| 1    | 2015年8月7日  | ISBN 978-4-06-380787-5                                  | 2016年6月23日 | ISBN 978-986-470-172-8 |
| 2    | 2015年10月7日 | ISBN 978-4-06-380809-4                                  | 2016年8月11日 | ISBN 978-986-470-180-3 |
| 3    | 2016年7月7日  | ISBN 978-4-06-380864-3 ISBN 978-4-06-362334-5（特裝版） | 2017年3月3日  | ISBN 978-986-470-682-2 |

- 《K -倒數-》在講談社《ARIA》2015年2月號開始[46]至2015年9月號結束連載。作畫是黑榮唯（黒榮ゆい），劇本是來樂零（来楽零）。時間軸為Missing King劇場版安娜成王後，到動畫第二季前。全2卷。

| 卷數 | 講談社        | 講談社                                                  | 東立出版社    | 東立出版社             |
| 卷數 | 發售日期      | ISBN                                                    | 發售日期      | ISBN                   |
| ---- | ------------- | ------------------------------------------------------- | ------------- | ---------------------- |
| 1    | 2015年9月7日  | ISBN 978-4-06-380799-8                                  | 2017年3月9日  | ISBN 978-986-482-253-9 |
| 2    | 2015年10月7日 | ISBN 978-4-06-380805-6 ISBN 978-4-06-362309-3（特裝版） | 2017年8月17日 | ISBN 978-986-482-254-6 |

- 《K MISSING KINGS》在史克威爾艾尼克斯《月刊GFantasy》2015年5月號開始至2015年9月號結束連載。作畫是汐田晴人，劇本是古橋秀之。為劇場版的漫畫化。全1冊。

| 卷數 | 史克威爾艾尼克斯 | 史克威爾艾尼克斯       | 東立出版社   | 東立出版社             |
| 卷數 | 發售日期         | ISBN                   | 發售日期     | ISBN                   |
| ---- | ---------------- | ---------------------- | ------------ | ---------------------- |
| 全   | 2015年9月26日    | ISBN 978-4-7575-4750-6 | 2023年3月9日 | ISBN 978-957-26-8568-6 |

- 《K Dog&Cat》 在史克威爾艾尼克斯《月刊GFantasy》2015年6月號開始至2015年12月號結束連載。作畫是，劇本是古橋秀之。描述在動畫第一部結局後，夜刀神狗朗和貓共同尋找伊佐那社期間所發生的事。全1冊。

| 卷數 | 史克威爾艾尼克斯 | 史克威爾艾尼克斯       |
| 卷數 | 發售日期         | ISBN                   |
| ---- | ---------------- | ---------------------- |
| 全   | 2015年12月26日   | ISBN 978-4-7575-4854-1 |

- 《K -綠之夢-》在講談社《ARIA》2015年11月號開始至2016年3月號結束連載[47]。作畫是黑榮唯（黒榮ゆい），劇本是來樂零（来楽零）。全1冊。綠王及其氏族Jungle的故事。

| 卷數 | 講談社       | 講談社                 | 東立出版社   | 東立出版社             |
| 卷數 | 發售日期     | ISBN                   | 發售日期     | ISBN                   |
| ---- | ------------ | ---------------------- | ------------ | ---------------------- |
| 全   | 2016年4月7日 | ISBN 978-4-06-380840-7 | 2017年3月9日 | ISBN 978-986-482-255-3 |

- 《K RETURN OF KINGS》在史克威爾艾尼克斯《月刊GFantasy》2015年11月號開始至2017年3月號結束連載。作畫是汐田晴人，劇本是古橋秀之。全2冊。

| 卷數 | 史克威爾艾尼克斯 | 史克威爾艾尼克斯       | 東立出版社    | 東立出版社             | 孔学堂书局 | 孔学堂书局             |
| 卷數 | 發售日期         | ISBN                   | 發售日期      | ISBN                   | 發售日期   | ISBN                   |
| ---- | ---------------- | ---------------------- | ------------- | ---------------------- | ---------- | ---------------------- |
| 1    | 2016年6月27日    | ISBN 978-4-7575-5029-2 | 2023年7月7日  | ISBN 978-957-26-8569-3 |            | ISBN 978-7-80770-760-8 |
| 2    | 2017年3月27日    | ISBN 978-4-7575-5303-3 | 2025年3月24日 | ISBN 978-957-26-8570-9 |            | ISBN 978-7-80770-760-8 |

- 《K 赤之王國》在講談社《Palcy》2018年6月6日開始連載。作畫是都村葉，故事原作是來樂零。

| 卷數 | 講談社       | 講談社                 |
| 卷數 | 發售日期     | ISBN                   |
| ---- | ------------ | ---------------------- |
| 1    | 2018年9月7日 | ISBN 978-4-06-513268-5 |
| 2    | 2019年4月5日 | ISBN 978-4-06-515284-3 |

- 《K -beautiful pieces-》在講談社《少年Magazine Edge》2016年10月號開始不定期連載。作畫是。

| 卷數 | 講談社         | 講談社                 |
| 卷數 | 發售日期       | ISBN                   |
| ---- | -------------- | ---------------------- |
| 1    | 2019年11月15日 | ISBN 978-4-06-517685-6 |

### 小說
小說中帶有大量動畫中沒能提到的設定與角色過去，有時需要看過小說才能理解動畫中部分劇情與角色衝突，建議在看過動畫之餘也可翻閱小說，才能真正理解本作品。
劇場版的兩名角色御芍神紫與綠之王比水流皆於小說提及、出現。
- 日文版由講談社BOX於10月份陸續發行。繁體中文版由四季國際代理出版。

| 標題                  | 作者   | 講談社         | 講談社                 | 四季出版       | 四季出版                                                    | 內容綱要                         |
| 標題                  | 作者   | 發售日期       | ISBN                   | 發售日期       | ISBN                                                        | 內容綱要                         |
| --------------------- | ------ | -------------- | ---------------------- | -------------- | ----------------------------------------------------------- | -------------------------------- |
| K SIDE：BLUE          | (GoRA) | 2012年10月18日 | ISBN 978-4-06-283817-7 | 2014年7月17日  | ISBN 978-986-5686-03-1                                      | 楠原剛從加入Scepter4到殉職的過程 |
| K SIDE：RED           | (GoRA) | 2012年11月15日 | ISBN 978-4-06-283818-4 | 2014年8月7日   | ISBN 978-986-5686-06-2                                      | 安娜被吠舞羅幫助，後來加入吠舞羅 |
| K SIDE：BLACK & WHITE | (GoRA) | 2013年5月21日  | ISBN 978-4-06-283832-0 | 2014年10月1日  | ISBN 978-986-5686-15-4                                      | 白米黨三人的故事                 |
| K -Lost Small World-  | (GoRA) | 2014年4月2日   | ISBN 978-4-06-283866-5 | 2015年8月12日  | ISBN 978-986-5686-56-7                                      | 八田和伏見自相識至決裂的過往     |
| K R：B                | (GoRA) | 2015年9月17日  | ISBN 978-4-06-283886-3 | 2016年8月25日  | ISBN 978-986-5686-88-8                                      | 宗像剛接手S4時，與赤組的衝突     |
| K 青の事件簿 上       | (GoRA) | 2015年10月2日  | ISBN 978-4-06-283888-7 | 2016年12月28日 | ISBN 978-986-9398-43-5                                      | 青組的日常故事                   |
| K 青の事件簿 下       | (GoRA) | 2015年12月16日 | ISBN 978-4-06-283891-7 | 2017年2月22日  | ISBN 978-986-9398-44-2                                      | 青組的日常故事                   |
| K 赤の王国            | (GoRA) | 2016年8月31日  | ISBN 978-4-06-283893-1 | 2017年7月31日  | ISBN 978-986-9479-76-9 (上冊) ISBN 978-986-9479-77-6 (下冊) | 周防、草薙、十束相遇的故事       |
| K SIDE：GREEN         | (GoRA) | 2016年10月18日 | ISBN 978-4-06-283895-5 | 2018年8月1日   | ISBN 978-957-8661-08-0                                      | jungle開始的故事                 |

## 網路廣播
2012年7月13日起以『ＫＲ』為標題開始放送，共13回完結。每週五（金曜日）更新。每回主持陣容隨機。
- 第1回：小野大輔（夜刀神狗朗役）、津田健次郎（周防尊役）、杉田智和（宗像礼司役）
- 第2回：杉田智和（宗像礼司役）、澤城美雪（淡島世理役）、宮野真守（伏見猿比古役）
- 第3回：杉田智和（宗像礼司役）、小野大輔（夜刀神狗朗役）、小松未可子（貓役）
- 第4回：津田健次郎（周防尊役）、澤城美雪（淡島世理役）、小松未可子（貓役）
- 第5回：津田健次郎（周防尊役）、小野大輔（夜刀神狗朗役）、小松未可子（貓役）
- 第6回：津田健次郎（周防尊役）、櫻井孝宏（草薙出雲役）、堀江由衣（櫛名安娜役）

廣播劇第一回「BAR HOMRA」。
出演：櫻井孝宏（草薙出雲役）、梶裕貴（十束多多良役）、福山潤（八田美咲役）、中村悠一（鎌本力夫役）、堀江由衣（櫛名安娜役）、津田健次郎（周防尊役）
- 第7回：津田健次郎（周防尊役）、櫻井孝宏（草薙出雲役）、福山潤（八田美咲役）

廣播劇第二回「購物」。
出演：梶裕貴（十束多多良役）、福山潤（八田美咲役）、中村悠一（鎌本力夫役）、堀江由衣（櫛名安娜役）、津田健次郎（周防尊役）
- 第8回：杉田智和（宗像礼司役）、澤城美雪（淡島世理役）、宮野真守（伏見猿比古役）

廣播劇第三回「雞尾酒」。
出演：櫻井孝宏（草薙出雲役）、澤城美雪（淡島世理役）
- 第9回：櫻井孝宏（草薙出雲役）、浪川大輔（伊佐那社役）、佐藤聰美（雪染菊理役）

廣播劇第四回「炒飯」。
出演：福山潤（八田美咲役）、中村悠一（鎌本力夫役）
- 第10回：小松未可子（貓役）、津田健次郎（周防尊役）、堀江由衣（櫛名安娜役）

廣播劇第五回「執事喫茶」。
出演：櫻井孝宏（草薙出雲役）、梶裕貴（十束多多良役）、福山潤（八田美咲役）、中村悠一（鎌本力夫役）、津田健次郎（周防尊役）
- 第11回：津田健次郎（周防尊役）、櫻井孝宏（草薙出雲役）、中村悠一（鎌本力夫役）

廣播劇第六回「怪談」。
出演：福山潤（八田美咲役）、中村悠一（鎌本力夫役）、櫻井孝宏（草薙出雲役）、梶裕貴（十束多多良役）、堀江由衣（櫛名安娜役）
- 第12回：浪川大輔（伊佐那社役）、津田健次郎（周防尊役）、小松未可子（貓役）

廣播劇第七回「相席」。
出演：津田健次郎（周防尊役）、杉田智和（宗像礼司役）、清水一貴（酒保）
廣播劇第八回「困於狹間」
演出：宮野真守（伏見猿比古役）、堀江由衣（櫛名安娜役）、澤城美雪（淡島世理役）、津田健次郎（周防尊役）

## 備註
1. ↑  如果日本播出時間延後，台灣和香港Animax為配合時間也會延後播出。
2. ↑  資料來自官方推特 （页面存档备份，存于）
3. ↑  資料來自官方推特 （页面存档备份，存于）
4. ↑  資料來自官方推特 （页面存档备份，存于）
5. ↑  . K 公式サイト. 2016年4月30日  [2016年4月30日]. （原始内容存档于2020年11月8日） （日语）.
6. 1 2  資料來自官方推特 （页面存档备份，存于）。
7. ↑  台灣Animax中譯稱為「小社」。
8. ↑  台灣Animax中譯稱「黑狗」。
9. ↑  小說外傳K SIDE：BLACK & WHITE
10. ↑  台灣Animax中譯稱「貓兒」。
11. ↑  資料來自官方推特 （页面存档备份，存于）。2月22日是日本的貓之日。
12. ↑  台灣Animax中譯為「奴家」。
13. ↑  小說外傳《K SIDE：BLACK & WHITE》
14. ↑  台灣Animax中譯初稱「阿道夫‧K‧韋斯曼」。
15. ↑  資料來自BD6＆7的特典附錄。
16. ↑  資料來自官方推特 （页面存档备份，存于）。
17. ↑  常見的第十代設定實際上為漫畫翻譯組的誤植。
18. ↑  資料來自官方推特 （页面存档备份，存于） （页面存档备份，存于）。
19. ↑  資料來自官方推特 （页面存档备份，存于）。
20. ↑  台灣Animax中譯為八田美笑。
21. ↑  資料來自官方推特 （页面存档备份，存于）。
22. ↑  資料來自官方推特 （页面存档备份，存于）。
23. ↑  資料來自官方推特 （页面存档备份，存于）。
24. ↑  台灣Animax中譯使用繁體漢字的「禮」。
25. ↑  資料來自官方推特 （页面存档备份，存于）。10月1日是：「１００１」、「一〇〇一」眼鏡日 （页面存档备份，存于）。血型公布 （页面存档备份，存于）
26. ↑  資料來自官方推特 （页面存档备份，存于）。
27. 1 2 3  小說《K SIDE:BLUE》
28. ↑  小說《K SIDE:BLUE》
29. ↑  台灣Animax中譯初為五條宿讎ㄔㄡˊ。
30. ↑  台灣Animax中譯初為言離。
31. ↑  資料來自官方推特 （页面存档备份，存于）。
32. ↑  台灣Animax中譯使用繁體漢字的「禮」。
33. ↑  資料來自動畫官網100Days×Visuals第42的店鋪版台詞。
34. ↑  資料來自官方推特。
35. ↑  資料來自官方推特 （页面存档备份，存于）。
36. ↑  《K SIDE BLACK&WHITE》
37. ↑  小說K SIDE：BLUE提及
38. ↑  台灣版漫畫、小說與電影另譯為王盟
39. ↑  台版漫畫、小說與電影另譯為盟臣
40. ↑  各話標題皆有包含英文字母「K」。
41. ↑  台灣Animax官網節目表譯名，未用於實際電視宣傳片上。參見相關頁面（2017/3/1閱覽，為2016/6/28網際網路檔案館紀錄）
42. ↑  .   [2012-09-27]. （原始内容存档于2012-10-09） （日语）.
43. ↑  .   [2012-09-25]. （原始内容存档于2020-11-01） （日语）.
44. ↑  . Baka-Updates Manga.   [25 November 2012]. （原始内容存档于2012-12-28）.
45. ↑  .   [2014-12-28]. （原始内容存档于2019-03-11） （日语）.
46. ↑  .   [2014-12-28]. （原始内容存档于2019-11-21） （日语）.
47. ↑  .   [2015-12-14]. （原始内容存档于2019-11-21） （日语）.

## 外部連結
- （日語） 《Ｋ》動畫官方網站 （页面存档备份，存于）
- （日語） 《Ｋ》動畫MBS官方網站 （页面存档备份，存于）
- （日語） 《Ｋ》劇場版官方網站 （页面存档备份，存于）
- （日語） 「K」動畫公式アカウント的X（前Twitter）
- （日語） GoRA的X（前Twitter）
- （日語） GoRA官方網站 （页面存档备份，存于）
- （日語） 《Ｋ》動畫Web廣播